# Janka (Band)
Janka ist eine deutsche Indie-Pop-Band aus Hamburg und Berlin, die 2003 gegründet wurde.

## Geschichte
Bereits 1993, also noch zu Schulzeiten, begannen Kai Gabriel, Thomas Liman und Tom Unguraitys, in Celle gemeinsam Musik zu machen und gründeten 1998 die Band Blobkanal. Der Titel Peter Shaw erschien bald darauf auf einem Sampler der Musikzeitschrift Visions und die Gruppe spielte im Vorprogramm von Kettcar und Gary. Das angekündigte Debütalbum erschien jedoch nie und im Juni 2003 löste die Band sich auf.
Gabriel, Liman und Unguraitys gründeten daraufhin schließlich gemeinsam mit Niclas Breslein von junges glueck die Band Janka.
Bereits 2004 erschien das Lied Wir teilen Wunden auf verschiedenen Samplern von u. a. Tapete Records. Im selben Jahr erschien mit der Unterstützung von Kettcar-Bassist Reimer Bustorff die von Plemo produzierte EP Unter Palmen mit sechs Titeln. 2005 wurde Breslein durch Ingmar Rehberg am Bass ersetzt, der wie die restlichen Bandmitglieder aus Celle stammt. In der Folgezeit tourte Janka mit befreundeten Bands wie Schrottgrenze, Herrenmagazin und junges glueck; 2006 veröffentlichten die vier Bands auch eine gemeinsame Split-Single. Am 27. Oktober 2006 erschien schließlich das Debüt-Album In die Arme von. Es wurde von Chris von Rautenkranz gemastert und schließlich beim Label Decoder Records veröffentlicht. Das Album erhielt größtenteils wohlwollende Kritiken, so meint Katja Scherle von laut.de: "Einfach, natürlich, lebendig und intelligent: Hamburger Schule kumuliert mit gesetztem Berlin-Pop" und Daniel Erk schreibt auf jetzt.de, dem Jugendmagazin der SZ: "Janka sind einer dieser Bands, die zu Unrecht unbemerkt unter dem aufgeregt hupenden Tomte-Juli-Helden-Indiepop-Radar hindurchschlüpfen". Zu der Single Punkt wurde auch ein professionelles Video gedreht. Mittlerweile ist die Band kaum noch aktiv, einige der Bandmitglieder spielen aber noch gemeinsam unter dem Namen Lucky Steve & The Magic Hoffmanns.

## Diskografie

### Alben und EPs
- 2004: Unter Palmen
- 2006: In die Arme von
- Split 7″ Schrottgrenze / junges glueck / Herrenmagazin / Janka (7″, 2007; Eigenvertrieb)